# Columbo: Der Schlaf, der nie endet
Der Schlaf, der nie endet (Originaltitel A Deadly State of Mind) ist eine erstmals im Rahmen der NBC-Sunday-Mystery-Movie-Serie gesendete Episode der Kriminalfilm-Reihe Columbo aus dem Jahr 1975. Die deutschsprachige Erstausstrahlung der sechsten Folge der vierten Staffel folgte 1976 im Deutschen Fernsehen. Der US-amerikanische Schauspieler George Hamilton verkörpert als Psychiater und Doppelmörder Dr. Marcus Collier den Gegenspieler von Inspektor Columbo, dargestellt von Peter Falk.

## Handlung
Dr. Marcus Collier leitet das Institut für Verhaltensforschung an der Universität. Der charismatische und ehrgeizige Psychiater hat ein Verhältnis mit seiner verheirateten Patientin Nadia Donner, die wegen einer Persönlichkeitsstörung regelmäßig unter Beigabe eines Wahrheitsserums in Hypnose versetzt wird. Die Erkenntnisse aus den Therapiesitzungen fließen in sein neues Buch ein, dessen Fertigstellung vom Verleger Charles Whelan inständig erwartet wird. Donner lädt Collier für den Abend zu einem Rendezvous in ihr Strandhaus ein. Als der ahnungslose Liebhaber dort eintrifft, befindet sich ihr Ehemann Karl jedoch nicht wie angekündigt auf Dienstreise. Stattdessen droht der einflussreiche Geschäftsmann seinem Nebenbuhler an, sowohl die missliche Affäre als auch Colliers zweifelhafte Behandlungsmethoden an die Öffentlichkeit zu bringen. Während der darauffolgenden Auseinandersetzung erschlägt Collier Karl mit einem Schürhaken im Affekt, nachdem dieser zuvor seine Frau bedrängt hat. Geistesgegenwärtig denkt sich Collier eine plausible Erklärung aus, die Donner der Polizei anstelle des wahren Sachverhaltes erzählen soll: Zwei bewaffnete Räuber seien auf der Suche nach Wertsachen in das Haus eingedrungen. Während des Überfalles habe Karl sich zur Wehr gesetzt und sei dabei getötet worden. An der Auffahrt zu Donners Anwesen überfährt Collier mit seinem Mercedes beinahe einen blinden Mann. Zurück im Forschungslabor verschafft er sich in Gegenwart seiner Mitarbeiterin Dr. Anita Borden ein amouröses Alibi für die angebliche Tatzeit.
Im Strandhaus sind bald die polizeilichen Ermittlungen im Gange. Donner schildert Columbo den vermeintlichen Tathergang und verstrickt sich bei der Klärung von Detailfragen in Widersprüche. Der Inspektor entdeckt auf dem frisch gereinigten Teppichboden einen winzigen Gegenstand. Außerdem wurde kürzlich ein Torpfeiler beschädigt und schmale Reifenspuren auf dem Grundstück deuten auf ein europäisches Fahrzeug hin, das nicht, wie von den Tätern behauptet, an der Straße geparkt wurde. Das Ehepaar hätte somit frühzeitig deren Ankunft bemerken müssen. Vom Bereitschaftsarzt benachrichtigt, trifft Collier zusammen mit Borden am Tatort ein, um seine unter Schock stehende Patientin zu beruhigen. Am nächsten Morgen sucht Columbo Donner in ihrer Stadtwohnung auf. Bei ihr ist Collier, den sie um Unterstützung bei der Bewältigung ihrer Schuldgefühle gebeten hat. Der Inspektor kann mithilfe ihrer Aussagen vorerst einige Ungereimtheiten ausräumen. Doch Collier spürt, dass die emotional aufgewühlte Geliebte eine Gefahr für seine berufliche Karriere darstellt. Auf dem Parkplatz des Institutes untersucht Columbo die Reifen von Colliers Wagen. Im anschließenden Gespräch zweifelt er Donners Geschichte unumwunden an. Collier schlägt zum Beweis ihrer Unschuld vor, sie einem Lügendetektortest zu unterziehen. Zögernd willigt Donner ein. Doch anstatt sie auf die bevorstehende Untersuchung vorzubereiten, teilt er ihr unter Hypnose ein spezielles Codewort mit. Die Nennung dieses Begriffes soll sie zu einem späteren Zeitpunkt veranlassen, sich in die Tiefe zu stürzen, in der Annahme, sie würde von Hitzewallungen getrieben vom Sprungturm in den unten gelegenen Swimmingpool eintauchen.
Am Abend veranstaltet Collier eine private Feier mit Freunden, bei der Columbo überraschend erscheint. Der Inspektor berichtet den wissbegierigen Gästen von seinem aktuellen Fall und erläutert unter anderem, dass es sich bei dem Stift, den er am Tatort gefunden hat, um einen abgenutzten Zündstein aus einem Feuerzeug handelt. Da die Donners beide Nichtraucher waren und die Räuber Strumpfmasken trugen, müsse sich mit unverhohlenem Blick in Richtung Collier ein weiterer Besucher dort befunden haben. Der selbstgefällige Hausherr gibt sich zunächst amüsiert, tätigt dann aber kaltblütig den fatalen Anruf. Donner begibt sich zum Balkon und fällt vollständig entkleidet in den Tod. Aufgrund der von innen verriegelten Wohnungstür sieht es für die Polizei nach einem Suizid aus. Columbo wundert sich allerdings über den nicht aufgelegten Telefonhörer und die sorgfältig zusammengelegte Kleidung. Tags darauf bestätigt ihm Borden die Möglichkeit, den Willen einer Person mittels Suggestion zu beeinflussen, sofern diese nicht von einer selbstzerstörerischen Handlung ausgeht. Der Inspektor bezeichnet Collier nun als Hauptverdächtigen. Das Alibi für den ersten Mord sei unsicher, denn der Tod von Karl Donner hätte laut ärztlichem Gutachten auch früher eintreten können. Derweil hat Sergeant Kramer den Blinden ausfindig gemacht. Columbo bestellt Collier in das Strandhaus. Er könne zwar die Verantwortung für den Tod von Nadia Donner nicht beweisen, für den Mord an Karl Donner habe er aber einen Augenzeugen. Daraufhin betritt David Morris den Raum – mit Sonnenbrille und überspielter Unsicherheit – und identifiziert Collier als den Fahrer des Wagens. Der aufgebrachte Beschuldigte insistiert, Morris sei blind, was sich jedoch als unzutreffend erweist. Der Inspektor präsentiert einen weiteren Mann, Davids Bruder Daniel Morris, der tatsächlich blind ist. Für Collier gab es keinen Grund anzunehmen, David habe eine Sehbehinderung, es sei denn, er hätte Daniel am Mordabend an der Einfahrt gesehen. Demnach ist der entscheidende Augenzeuge Collier selbst.

## Hintergrund
Die Zusammenarbeit mit Drehbuchautor Peter S. Fischer endete vorerst mit dem Finale der vierten Staffel, bevor er in den 1990er-Jahren drei weitere Skripte für die Serie beisteuerte, darunter eines unter seinem Pseudonym Lawrence Vail. In der fünften Staffel unterstützte Fischer den Autor William Driskill als Story Editor.
Die Idee zur Auflösung dieser Episode wird Fischers Erzählungen nach Richard Levinson, dem Erschaffer der Serie, zugeschrieben: “It was a clue he could never work into a story. Well, I had written the plot of the psychiatrist, but I didn’t know how to end it. […] A blind man at the driveway when the murderer escapes. […] I took my story and put it together with this clue.” (deutsch: „Es war eine Spur, die er [Levinson] niemals in eine Geschichte einbauen konnte. Nun, ich hatte die Handlung über den Psychiater geschrieben, aber ich wusste nicht, wie ich sie beenden sollte. […] Ein Blinder an der Einfahrt, als der Mörder entkommt. […] Ich nahm meine Geschichte und fügte sie mit dieser Spur zusammen.“)

## Besetzung und Synchronisation
Die deutschsprachige Synchronfassung entstand im Jahr 1975 bei der Studio Hamburg Synchron.
| Figur                     | Darsteller         | Deutscher Sprecher |
| ------------------------- | ------------------ | ------------------ |
| Lieutenant Columbo        | Peter Falk         | Klaus Schwarzkopf  |
| Gaststars                 |                    |                    |
| Dr. Marcus „Mark“ Collier | George Hamilton    | Peter Kirchberger  |
| Nadia Donner              | Lesley Ann Warren  | Monika Gabriel     |
| Karl Donner               | Stephen Elliott    | Hans Paetsch       |
| Dr. Anita Borden          | Karen Machon       | Renate Pichler     |
| Sergeant George Kramer    | Bruce Kirby        | Lothar Grützner    |
| Weitere Darsteller        |                    |                    |
| Dr. Hunt                  | William Wintersole | Henry Kielmann     |
| Charles Whelan            | Ryan MacDonald     | Werner Bruhns      |
| Daniel Morris             | Jack Manning       | Otto Kuhlmann      |
| David Morris              | Fred Draper        | Otto Kuhlmann      |
| Officer Hendryx           | Vance Davis        | Gottfried Kramer   |

## Rezeption
Die Fernsehzeitschrift TV Spielfilm vergab eine positive Wertung (Daumen hoch): „Amüsant und mitunter hypnotisch spannend. […] Netter Krimi-Oldie mit Grips und Augenzwinkern.“
Der Autor Michael Striss wertete mit vier von vier Sternen (Höhepunkt). Er würdigte insbesondere das Skript mit der raffinierten Überführung des Täters sowie den Gegenspieler, der sich diesmal in einer Charakterrolle auszeichnen konnte: „In einer lockeren Runde mit einigen Ärzten wird Columbo gefragt: »Hatten Sie einmal einen besonders interessanten Fall?« Er gibt zur Antwort: »Der interessanteste Fall ist immer der, an dem man gerade arbeitet.«. Der vorliegende Fall hätte gute Chancen, den Wettbewerb zu gewinnen. Einmal mehr hat Peter S. Fischer ein ausgezeichnetes Drehbuch abgeliefert. Seine Qualitäten als »Columbo«-Autor sind bereits gewürdigt worden. Die Folge wartet mit dem wohl besten »clue« in der Geschichte dieser Serie auf, der das hochspannende Finale zu einem unvergesslichen Erlebnis werden lässt. […] Großen Anteil an der hohen Qualität hat nicht zuletzt George Hamilton, der hier einmal nicht nur Beau, sondern auch böse sein darf. Seine überzeugende Darstellung lässt Dr. Collier zu einem wirklich ebenbürtigen Gegner werden, dem nur noch mit schwerem Geschütz beizukommen ist. Hamilton qualifizierte sich damit für ein Comeback sechzehn Jahre später in »Der erste und der letzte Mord«.“